# 米利亞沃
50°12′2″N 23°50′13″E / 50.20056°N 23.83694°E
米利亞沃（烏克蘭語：Миляво），是烏克蘭西部的村莊，隸屬利維夫州的利維夫區。該村面積4.06平方公里，海拔高度218米，2001年人口96，人口密度每平方公里23.65人。